# Kvalifikace na Mistrovství světa ve fotbale 1970 (AFC a OFC)
Společná Kvalifikace na Mistrovství světa ve fotbale 1970 pro zóny AFC a OFC určila jednoho účastníka finálového turnaje.
Společné kvalifikace Asie a Oceánie se zúčastnilo 6 týmů (včetně  Zimbabwe, člena CAF).  Severní Korea na poslední chvíli účast vzdala. Nejníže nasazená trojice se utkala v první fázi v jedné skupině jednokolově na centralizovaném místě. Vítěz skupiny postoupil do druhé fáze, kde byla čtveřice týmů rozlosována do dvou skupin po dvou. Týmy se zde utkaly dvouzápasově. Vítězové postoupili do třetí fáze, kde se utkali doma a venku o postup na MS.

## První fáze
| Poř. | Tým         | B | Z | V | R | P | VG | IG |
| ---- | ----------- | - | - | - | - | - | -- | -- |
| 1    | Austrálie   | 6 | 4 | 2 | 2 | 0 | 7  | 4  |
| 2    | Jižní Korea | 4 | 4 | 1 | 2 | 1 | 6  | 5  |
| 3    | Japonsko    | 2 | 4 | 0 | 2 | 2 | 4  | 8  |

| Datum                | Domácí      | Výsledek | Hosté       |
| -------------------- | ----------- | -------- | ----------- |
| 10. října 1969, Soul | Austrálie   | 3 – 1    | Japonsko    |
| 12. října 1969, Soul | Japonsko    | 2 – 2    | Jižní Korea |
| 14. října 1969, Soul | Austrálie   | 2 – 1    | Jižní Korea |
| 16. října 1969, Soul | Japonsko    | 1 – 1    | Austrálie   |
| 18. října 1969, Soul | Jižní Korea | 2 – 0    | Japonsko    |
| 20. října 1969, Soul | Jižní Korea | 1 – 1    | Austrálie   |

Austrálie postoupila do druhé fáze.

## Druhá fáze

### Skupina 1
Oba zápasy hrány na neutrální půdě.
| Poř. | Tým       | B | Z | V | R | P | VG | IG |
| ---- | --------- | - | - | - | - | - | -- | -- |
| 1=   | Austrálie | 2 | 2 | 0 | 2 | 0 | 1  | 1  |
| 1=   | Zimbabwe  | 2 | 2 | 0 | 2 | 0 | 1  | 1  |

| Datum                                | Domácí    | Výsledek | Hosté     |
| ------------------------------------ | --------- | -------- | --------- |
| 23. listopadu 1969, Lourenço Marques | Austrálie | 1 – 1    | Zimbabwe  |
| 27. listopadu 1969, Lourenço Marques | Zimbabwe  | 0 – 0    | Austrálie |

Austrálie a Zimbabwe měly stejný počet bodů, o postupu tak musel rozhodnout dodatečný zápas.
| Datum                                | Domácí    | Výsledek | Hosté    |
| ------------------------------------ | --------- | -------- | -------- |
| 29. listopadu 1969, Lourenço Marques | Austrálie | 3 – 1    | Zimbabwe |

Austrálie postoupila do třetí fáze.

#### Skupina 2
Oba zápasy hrány v Izraeli.
| Poř. | Tým         | B | Z | V | R | P | VG | IG |
| ---- | ----------- | - | - | - | - | - | -- | -- |
| 1    | Izrael      | 4 | 2 | 2 | 0 | 0 | 6  | 0  |
| 2    | Nový Zéland | 0 | 2 | 0 | 0 | 2 | 0  | 6  |

| Datum                    | Domácí      | Výsledek | Hosté       |
| ------------------------ | ----------- | -------- | ----------- |
| 28. září 1969, Ramat Gan | Izrael      | 4 – 0    | Nový Zéland |
| 1. října 1969, Ramat Gan | Nový Zéland | 0 – 2    | Izrael      |

Izrael postoupil do třetí fáze.

## Třetí fáze
| Poř. | Tým       | B | Z | V | R | P | VG | IG |
| ---- | --------- | - | - | - | - | - | -- | -- |
| 1    | Izrael    | 3 | 2 | 1 | 1 | 0 | 2  | 1  |
| 2    | Austrálie | 1 | 2 | 0 | 1 | 1 | 1  | 2  |

| Datum                       | Domácí    | Výsledek | Hosté     |
| --------------------------- | --------- | -------- | --------- |
| 4. prosince 1969, Ramat Gan | Izrael    | 1 – 0    | Austrálie |
| 14. prosince 1969, Sydney   | Austrálie | 1 – 1    | Izrael    |

Izrael postoupil na Mistrovství světa ve fotbale 1970.